# Neobourquinia tristis
Neobourquinia tristis är en fjärilsart som beskrevs av Köhler 1943. Neobourquinia tristis ingår i släktet Neobourquinia och familjen tandspinnare. Inga underarter finns listade i Catalogue of Life.